# James C. Miller

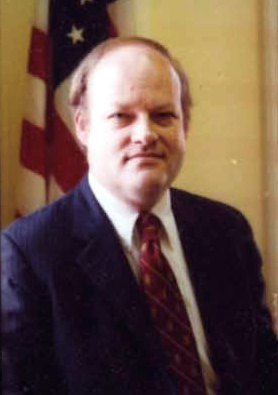
James C. Miller

James C. Miller III (* 25. Juni 1942 in Atlanta, Georgia) ist ein US-amerikanischer Wirtschaftswissenschaftler, Hochschullehrer und Wirtschaftsmanager, der auch Direktor des Office of Management and Budget war.

## Leben

### Hochschullehrer und Vorsitzender der Federal Trade Commission
Nach dem Schulbesuch studierte Miller Betriebswirtschaftslehre an der University of Georgia und erwarb dort 1964 einen Bachelor of Arts (B.A. Business). Ein anschließendes postgraduales Studium der Wirtschaftswissenschaft an der University of Virginia schloss er 1969 mit einem Philosophiae Doctor (Ph.D. Economics) ab. Bereits 1968 übernahm er kurzzeitig eine Professur an der Georgia State University, wechselte dann aber 1969 als Leitender Wirtschaftswissenschaftler in den Stab des US-Verkehrsministerium und war dort anschließend von 1972 bis 1974 Berater. Zugleich war er zwischen 1972 und 1974 Professor an der Texas A&M University sowie Stabsmitarbeiter der Brookings Institution.
Im Anschluss war er von 1975 bis 1977 Gelehrter am American Enterprise Institute (AEI) und wechselte im Anschluss bis 1981 als Berater zur National Science Foundation. Danach war er zwischen 1981 und 1985 Mitglied der Federal Trade Commission und zeitgleich für die American Bar Association tätig.

### Direktor des OMB und sonstige Funktionen
Danach wurde er von Präsident Ronald Reagan im Oktober 1985 zum Direktor des Office of Management and Budget (OMB) ernannt und behielt dieses Amt bis Oktober 1988. Zugleich war er zu dieser Zeit auch Mitglied im Nationalen Sicherheitsrat.
Seit 1988 ist Miller Senior Fellow der Hoover Institution und war außerdem zwischen 1988 und 2003 Vorsitzender der Citizens for a Sound Economy (CSE), einer konservativen Denkfabrik, die sich gegen Steuern und Regulierungen aussprach. Darüber hinaus wurde er 1997 Fellow des Mercatus Center, einer der George Mason University angeschlossenen marktorientierten Denkfabrik. Miller ist außerdem seit 2003 Mitglied des Board of Governors des US Postal Service sowie seit 2004 Mitglied des Board of Directors der Americans for Prosperity (AFP), die bei den Kongresswahlen 2010 zahlreiche republikanische Kandidaten der konservativen Tea-Party-Bewegung unterstützte.
Weiterhin ist Miller in zahlreichen weiteren Institutionen und Organisationen engagiert und war unter anderem Mitglied des Aufsichtsrates (Board of Visitors) der George Mason University und der US Air Force Academy in Colorado Springs sowie Berater von Freddie Mac und Mitglied des Beratungskomitees der Progress and Freedom Foundation. Schließlich war er zeitweise Mitarbeiter der American Economic Association (AEA), des Council for National Policy (CNP), der Southern Economic Association sowie der Tax Foundation.